# Cutato (Cubango)
Cutato é uma cidade e município angolano que se localiza na província de Cubango.
Anteriormente uma vila-comuna do município de Cuchi, em 5 de setembro de 2024 foi elevada a condição de cidade e município da província de Cubango.
Além da comuna-sede, a cidade de Cutato, compõe-se também da comuna de Vissati.
Uma das maiores minas de minério de ferro em operação no continente africano está localizada no município do Cutato.